# Mister Brasil Mundo 2011
O concurso Mister Brasil Mundo 2011, foi realizado entre os dias 1 de maio a 8 de maio de 2011 e definiu o representante brasileiro nos principais concursos de beleza internacional. O vencedor poderá representar o Brasil no Mister Mundo 2011 ou Manhunt International. Lucas Malvacini, Mister Ilhas de Búzios foi escolhido como sucessor do Mister Brasil Mundo 2010, Jonas Sulzbach, entre 40 candidatos eleitos representando estados e ilhas. A sede do concurso foi o Hotel Novo Frade, que já recebeu os concursos Miss Mundo Brasil 2009 e Miss Mundo Brasil 2010.
A apresentação do concurso ficou a cargo de Cris Barth, da emissora gaúcha TV Pampa e co-apresentado pela Miss Mundo Minas Gerais 2009, Jeanine Castro, e a final do concurso foi transmitido pela TV UOL, no dia 7 de maio as 22 horas.
A competição de beleza masculina, reuniu esportes, talento, moda e compromisso social, divididos em etapas classificatórias. Seis candidatos garantiram vaga na final através das competições: Best Body, Esportes, Talento, Best Model, Beleza com Propósito e Popularidade. O juri da grande final foi composto somente por mulheres, entre elas,a Miss Mundo Brasil 2010, Kamilla Salgado e a Miss Mundo Brasil 2009, Luciana Bertolini.

## Resultados
| Colocação              | Estado/Ilha |
| Mister Brasil 2011     | - Ilhas de Búzios - Lucas Malvacini |
| 2º lugar               | - Roraima - Júnior Ferreira |
| 3º lugar               | - Distrito Federal - César Curti |
| 4º lugar               | - Atol das Rocas - Renan Oliveira |
| 5º lugar               | - Alagoas - Donato Oliver |
| Finalistas:            | - Piauí - Murilo Rezende † - Minas Gerais - Bruno Soraggi - Itaparica - Ramirez Allender - Bahia - Caian Souza - Amapá - Bruno Santos |
| Top 20 Semifinalistas: | - Mato Grosso do Sul - Lucas Paniago - Fernando de Noronha - Marcus Duarte - Maranhão - Thiago Tricarico - São Pedro e São Paulo - Ricardo Magryno - Amazonas - Daniel Almeida - Rio Grande do Sul - William Rëch - Mato Grosso - Renan Cunha - Pernambuco - Diego Lemos - São Paulo - Victor Albert Franceschini - Espírito Santo - Eduardo Rosa |

### Vencedores das Provas Classificatórias
| Premiação               | Estado/Ilha        | Candidato           |
| Best Body               | ' Ilhas de Búzios' | Lucas Malvacini     |
| Mister Sports           | Amapá              | Bruno Santos        |
| Mister Talento          | Espírito Santo     | Eduardo Rosa        |
| Beleza Com Propósito    | São Paulo          | Victor Franceschini |
| Mister Popularidade UOL | Itaparica          | Ramirez Allender    |
| Best Model              | Distrito Federal   | César Curti         |

## Melhores por Região
| Região                    | Estado/Ilha                          |
| Mister Ilhas do Brasil    | ' Ilhas de Búzios' - Lucas Malvacini |
| Mister Sul Mundo          | Rio Grande do Sul - William Rëch     |
| Mister Norte Mundo        | Roraima - Júnior Ferreira            |
| Mister Centro Oeste Mundo | Distrito Federal - César Curti       |
| Mister Sudeste Mundo      | Minas Gerais - Bruno Soraggi         |
| Mister Nordeste Mundo     | Alagoas - Donato Oliver              |

## Prêmios Especiais
| Premiação                          | Candidato       | Estado/Ilha           |
| Mister Cordialidade Hotel Do Frade | Caian Souza     | Bahia                 |
| Mister Fotogenia Estudio Xis       | Renan Oliveira  | Atol das Rocas        |
| Mister Amizade                     | Donato Oliver   | Alagoas               |
| Mister Imprensa                    | Ricardo Magryno | São Pedro e São Paulo |

## Candidatos
- 39 candidatos foram confirmados:

| <spanEstado/Ilha        | Candidato                 | Idade | Altura | Cidade                |
| Alagoas                 | Donato Oliver             | 26    | 2,02   | São Paulo             |
| Alcatrazes              | Marco Betti               | 23    | 1,88   | São Paulo             |
| Amapá                   | Bruno Santos              | 26    | 1,80   | Taubaté               |
| Amazonas                | Dan Almeida               | 25    | 1,84   | Feira de Santana      |
| Atol das Rocas          | Renan Oliveira            | 24    | 1,88   | Amparo                |
| Bahia                   | Caian Berilson            | 20    | 1,85   | Salvador              |
| Ceará                   | Bruno Guerreiro           | 20    | 2,00   | Quixadá               |
| Distrito Federal        | César Curti               | 23    | 1,87   | Ribeirão Preto        |
| Espírito Santo          | Edu Rosa                  | 25    | 1,81   | Linhares              |
| Fernando de Noronha     | Marcus Duarte             | 25    | 1,90   | Boa Vista             |
| Goiás                   | Daniel Agnesini           | 28    | 1,88   | Cajuru                |
| 'Ilha Anchieta          | Diego Uchoa               | 22    | 1,82   |                       |
| Ilha Grande             | Heron Salvini             | 18    | 1,80   |                       |
| Ilha de Porto Belo      | Edu Locatelli             | 23    | 1,84   |                       |
| Ilhas de Angra          | Rudley Soares             |       |        | Angra dos Reis        |
| Ilha dos Lobos          | Anderson Firmino          | 26    | 1,86   | Canoas                |
| Ilha dos Marinheiros    | Eddy Branco               | 24    | 1,83   |                       |
| ' Ilhas de Búzios'      | Lucas Malvacini           | 21    | 1,83   |                       |
| Ilhas de Florianópolis  | Henrique Nuhrich          | 18    | 1,90   | Florianópolis         |
| Ilhas do Araguaia       | Dimmi Kalil               | 19    | 1,86   | São Félix do Araguaia |
| Ilhas do Delta do Jacuí | Gustavo Schmitt           | 24    | 1,88   | Lajeado               |
| Itaparica               | Ramirez Allender          | 30    | 1,86   | Bom Jesus da Lapa     |
| Maranhão                | Thiago Tricarico          | 26    | 1,80   |                       |
| Mato Grosso             | Renan Alves Cunha         | 22    | 1,90   | Cáceres               |
| Mato Grosso do Sul      | Lucas Paniago             | 19    | 1,79   | Campo Grande          |
| Minas Gerais            | Bruno Soraggi             | 19    | 1,84   | Sete Lagoas           |
| Paraná                  | Tiago Zwiener             | 26    | 1,84   | Curitiba              |
| Pernambuco              | Diego Lemos               | 29    | 1,85   | Recife                |
| Piauí                   | Murilo Rezende            | 23    | 1,83   |                       |
| Rio de Janeiro          | André Caricchio           | 27    | 1,83   | Rio de Janeiro        |
| Rio Grande do Sul       | Willian Rech              | 24    | 1,80   | Novo Hamburgo         |
| Rondônia                | Wellington Espírito Santo | 25    | 1,88   |                       |
| Roraima                 | Junior Ferreira           | 29    | 1,90   |                       |
| Santa Catarina          | Ralf Esmeraldino          | 27    | 1,85   | Florianópolis         |
| São Paulo               | Victor Franceschini       | 19    | 1,85   | Luís Antônio          |
| São Pedro e São Paulo   | Ricardo Magryno           | 20    | 1,80   |                       |
| Sergipe                 | João Chiaffitelli         | 22    | 1,86   |                       |
| Tocantins               | Kellton Viana             | 25    | 1,92   | Porto Nacional        |
| 'Trindade e Martim Vaz  | Rodolfo Paes              | 23    | 1,88   |                       |

- Estados e Ilhas que não confirmaram seus representantes:
- Acre
- Areia Vermelha
- Ilhabela
- Ilha do Mel
- Ilha dos Franceses
- Pará
- Paraíba
- Rio Grande do Norte